# Trixie Smith
Trixie Smith (Atlanta, ciudad de Georgia, Año 1885 - Nueva York, 1943) fue una cantante estadounidense de blues.
Nacida en Atlanta, Georgia en el año 1885, 1922 realizó sus primeras grabaciones para Black Swan y tiempo después para Paramount.
Durante los años 30, hizo nuevas grabaciones para la Decca Records. En esa década, apareció en unas cuantas películas.
En sus discos siempre estuvo acompañada de las mejores bandas de jazz de la época, como la orquesta de Fletcher Henderson y como The Original Memphis Five (agrupación conformada por personas de raza blanca).

## Filmografía
| Título              | Director       | Año  |
| The Black King      | Bud Pollard    | 1932 |
| Drums O' Voodoo     | Arthur Hoerl   | 1934 |
| Swing!              | Oscar Micheaux | 1938 |
| God's Step Children | Oscar Micheaux | 1938 |

## Discografía como solista
| Título                                                                                         | Fecha de Grabación | Lugar de Grabación | Compañía                             |
| Desperate Blues (Alex Rogers / James P. Johnson)                                               | 1922               | Nueva York         | Black Swan 2039-A                    |
| Give Me That Slow Drag (Tom Delaney)                                                           | 1922               | Nueva York         | Black Swan 14127-A Paramount 12164-A |
| He May Be Your Man (But He Comes To See Me Sometimes) (Lemuel Fowler)                          | 1922               | Nueva York         | Black Swan 14114-A                   |
| I'm Through With You (As I Can Be) (Billy Higgins)                                             | 1922               | Nueva York         | 14132-B Black Swan 14132-B           |
| Just A Little Bit More                                                                         | 1922               | Nueva York         | Black Swan                           |
| Long Lost, Weary Blues                                                                         | 1922               | Nueva York         | Black Swan 2044-B                    |
| My Man Rocks Me (With One Steady Roll) (J. Berni Barbour)                                      | 1922               | Nueva York         | Black Swan 14127-B Paramount 12164-B |
| Pensacola Blues (Spencer Williams)                                                             | 1922               | Nueva York         | Black Swan 14114-B                   |
| Take It Daddy It's All Yours (Perry Bradford)                                                  | 1922               | Nueva York         | Paramount 12165-A Black Swan 14132-A |
| Trixie's Blues (Trixie Smith)                                                                  | 1922               | Nueva York         | Black Swan 2039-B                    |
| You Missed A Good Women When You Picked All Over Me (Williams)                                 | 1922               | Nueva York         | Black Swan 2044-A                    |
| I'm Gonna Get You (Porter Grainger / Bob Ricketts)                                             | 1923               | Nueva York         | Black Swan 14138-B                   |
| Log Cabin Blues (Tom Delaney)                                                                  | 1923               | Nueva York         | Black Swan 14142-A                   |
| Tired Of Waiting Blues (Porter Grainger / Bob Ricketts)                                        | 1923               | Nueva York         | Black Swan 14149-A                   |
| Triflin' Blues (Porter Grainger / Bob Ricketts)                                                | 1923               | Nueva York         | Black Swan 14149-B                   |
| 2 A.M. Blues (J.C. Johnson / Roland Irving)                                                    | 1923               | Nueva York         | Black Swan 14138-A                   |
| Voodoo Blues (Hegamin)                                                                         | 1923               | Nueva York         | Black Swan 14142-B                   |
| Ada Jane's Blues (Jay Guy Suddoth)                                                             | 1924               | Nueva York         | Paramount 12232-B                    |
| Choo Choo Blues (1) (Jay Guy Suddoth)                                                          | 1924               | Nueva York         | Paramount 12245                      |
| Choo Choo Blues (2) (Jay Guy Suddoth)                                                          | 1924               | Nueva York         | Paramount 12245 Silvertone 3565      |
| Don't Shake It No More (Thomas A. Dorsey)                                                      | 1924               | Nueva York         | Paramount 12211-B                    |
| Freight Train Blues (Thomas A. Dorsey / Everett Murphy )                                       | 1924               | Nueva York         | Paramount 12211-A                    |
| I Don't Know And I Don't Care Blues (1) (George Brooks)                                        | 1924               | Nueva York         | Paramount 12208                      |
| I Don't Know And I Don't Care Blues (2) (George Brooks)                                        | 1924               | Nueva York         | Paramount 12208                      |
| Praying Blues (Jay Guy Suddoth)                                                                | 1924               | Nueva York         | Paramount 12232-A                    |
| Ride Jockey Ride (Arthur Schell Jr.)                                                           | 1924               | Nueva York         | Paramount 12245                      |
| Sorrowful Blues (Trixie Smith / Johns)                                                         | 1924               | Nueva York         | Paramount 12208                      |
| Black Bottom Hop (Paul Carter)                                                                 | 1925               | Nueva York         | Paramount 12336                      |
| Everybody's Doing The Charleston Now With Fletcher Henderson's Orchestra (Benton)              | 1925               | Nueva York         | Paramount 12330-A                    |
| Everybody Loves My Baby (But My Baby Don't Love Nobody But Me (Jack Palmer / Spencer Williams) | 1925               | Nueva York         | Paramount 12249                      |
| He Likes It Slow (W. Benton Overstreet)                                                        | 1925               | Nueva York         | Paramount 12336                      |
| How Come You Do Me like You Do? (Austin / Bergere)                                             | 1925               | Nueva York         | Paramount 12249                      |
| Love Me Like You Used To Do With Fletcher Henderson's Orchestra (Paul Carter)                  | 1925               | Nueva York         | Paramount 12330-B                    |
| Mining Camp Blues (1) (Trixie Smith)                                                           | 1925               | Nueva York         | Paramount 12256-A                    |
| Mining Camp Blues (2) (Trixie Smith)                                                           | 1925               | Nueva York         | Paramount 12256-A                    |
| Railroad Blues(1) (Trixie Smith)                                                               | 1925               | Nueva York         | Paramount 12262-A                    |
| Railroad Blues (2) (Trixie Smith)                                                              | 1925               | Nueva York         | Paramount 12262-A                    |
| The World's Gone Jazz Crazy And So Am I (1) (William Henry Huff / Jimmy Blythe)                | 1925               | Nueva York         | Paramount 12262-B                    |
| The World's Gone Jazz Crazy And So Am I(2) (William Henry Huff / Jimmy Blythe)                 | 1925               | Nueva York         | Paramount 12262-B                    |
| You've Got To Beat Me To Keep Me (Porter Grainger)                                             | 1925               | Nueva York         | Paramount 12256-B                    |
| Freight Train Blues (Williams)                                                                 | 1938               | Nueva York         | Decca 7489 A                         |
| He May Be Your Man (But He Comes To See Me Sometimes) Perry Bradford / Lemuel Fowler)          | 1938               | Nueva York         | Decca 7528                           |
| Jack, I'm Mellow (Gerry / House)                                                               | 1938               | Nueva York         | Decca 7528                           |
| My Unusual Man (Porter Grainger)                                                               | 1938               | Nueva York         | Decca 7489 B                         |
| My Daddy Rocks Me (1) (J. Berni Barbour)                                                       | 1938               | Nueva York         | Decca                                |
| My Daddy Rocks Me - No. 2 (J. Berni Barbour)                                                   | 1938               | Nueva York         | Decca 7617 A                         |
| No Good Man                                                                                    | 1939               | Nueva York         | Decca 7617 B                         |
| Trixie's Blues (Trixie Smith)                                                                  | 1938               | Nueva York         | Decca 7469                           |